# Thierry Breton
Thierry Breton (15 de enero de 1955, París) es un político y empresario franco-senegalés que se desempeñó como Comisario europeo de Mercado Interior entre 2019 y 2024. Fue profesor en la Escuela de negocios Harvardl y Ministro de Economía de Francia.
Ha ocupado los cargos de Vicepresidente y Director Ejecutivo del Group Honeywell Bull, Presidente y Director Ejecutivo de Thomson-RCA (1997-2002), Presidente y Director Ejecutivo de France Telecom (2002-2005). Actualmente es presidente honorario de Thomson y France Telecom y desde 2008 ocupa el cargo de Presidente y Director Ejecutivo de Atos, una de las principales empresas de TI del mundo (con 100.000 empleados en 72 países). De 2005 a 2007, fue Ministro de Economía, Finanzas e Industria durante los gobiernos de los primeros ministros Jean-Pierre Raffarin y Dominique de Villepin, con Jacques Chirac como Presidente de la República.
Desde 2019, sirvió como comisario europeo de Mercado Interior bajo la presidencia de Ursula von der Leyen, un nombramiento que en su momento suscitó polémica, ya que la asociación anticorrupción Anticor consideraba que se encontraba en grave riesgo de conflicto de intereses por sus anteriores puestos en France Télécom y Atos. Breton dimitió de su puesto como comisario el 16 de septiembre de 2024.

## Biografía
Nació en el XIV Distrito de París. Tiene tres hijos: Constance (1984), Alexandre (1985) y Severine (1988). Se graduó en Ingeniería Eléctrica e Informática en Supélec y posteriormente en el Institut des hautes études de défense nationale (IHEDN).

## Carrera en el sector privado
Comenzó su carrera como empresario en Nueva York, donde creó una empresa de software (FORMA SYSTEMS).
En enero de 2010 la revista Harvard Business Review, tras un profundo análisis del rendimiento de 2.000 directores ejecutivos internacionales entre 1995 y 2009, publicó por primera vez la lista The 100 Best-performing CEOs in the World en donde Thierry Breton aparece clasificado en la posición número 62 (Harvard Business Review, enero de 2010).
Ha ocupado el puesto de director en muchos consejos de administración como, por ejemplo: AXA; La Poste; DEXIA BANQUE; RHODIA; SCHNEIDER ELECTRIC; THOMSON SA (presidente y director ejecutivo); FRANCE TELECOM (presidente y director ejecutivo); ORANGE PLC (presidente no ejecutivo); BOUYGUES TELECOM; GROUP HONEYWELL BULL (vicepresidente y director ejecutivo).
Actualmente forma parte del consejo de administración de CARREFOUR donde preside el Comité de Remuneración y Prestaciones.
Su carrera incluye puestos de director ejecutivo en Group Honeywell Bull, Thomson, France Telecom, Atos:

### Honeywell Bull
En 1993 entra en la compañía de tecnologías de la información Bull como responsable de estrategia y desarrollo y, posteriormente, es nombrado vicepresidente y director ejecutivo del grupo.

### Thomson
Ha sido presidente y director ejecutivo de Thomson entre 1997 y 2002. Tras sanear la compañía consiguió reconocimiento internacional por mejorar notablemente el rendimiento financiero del grupo en un breve plazo de tiempo. La capitalización de la compañía en el mercado ascendió de 1 francos hasta 100.000 millones de francos durante su mandato.[cita requerida]. Por decisión del consejo de administración, se le otorgó en 2002 el título de Presidente honorario de Thomson.

### France Telecom
Ha sido presidente y director ejecutivo de France Telecom (2002–2005) donde saneó con firmeza la situación, reduciendo el gran endeudamiento de la compañía de 70.000 millones a 32.000 millones de euros bajo su mandato.[cita requerida]. Por decisión del consejo de administración, se le otorgó en 2005 el título de Presidente honorario de France Telecom.

### Atos
Desde el 16 de noviembre de 2008, es el actual Presidente y Director Ejecutivo de Atos S.A., anteriormente Atos Origin.[1] Tras la adquisición de las actividades de servicios de TI de Siemens (Siemens IT Solutions & Services) la compañía alcanzó la primera posición entre los especialistas europeos en servicios de tecnologías de la información y se sitúa entre las 5 principales empresas de su sector de todo el mundo, con 100.000 empleados en 72 países.
Centró la atención internacional tras una entrevista en Wall Street Journal (28 de noviembre de 2011) donde reiteró su intención de prohibir el correo electrónico interno, al que calificó de "polución de la era de la información", en Atos en un plazo de 2 años (conocido como Zero-email™ Initiative), sustituyendo los correos electrónicos internos por un conjunto de redes sociales empresariales, mensajería instantánea de empresa, herramientas colaborativas, etc., desarrolladas tanto internamente como agregadas parcialmente a partir de otros proveedores.

## Carrera política

### Ministro de Economía
Fue nombrado el 24 de febrero de 2005, en sustitución de Hervé Gaymard, hasta el 18 de mayo de 2007, relevado por Jean-Louis Borloo. Centró su política pública en la necesidad de reducir el déficit público en una época en la que toda la recaudación de impuestos del país se utilizaba para pagar los intereses de la deuda. Cuando entró en el gobierno el nivel de la deuda de Francia era del 66,4% del PIB. En dos años redujo la deuda pública un 2,7% frente al PIB, la reducción más importante en la historia de la economía francesa reciente. Además, restauró un excedente (excluyendo el pago de interés de deuda pública) para el presupuesto francés.

## Carrera académica
Tras abandonar el gobierno ha sido profesor de la Harvard Business School (2007-2008) donde ha dado clases de Liderazgo y contabilidad corporativa (LCA).
También ha sido secretario de la Universidad de Tecnología de Troyes desde 1997 hasta 2005.

## Autor
Es autor de numerosos libros sobre tecnologías de la información y economía, así como coautor de una novela sobre ciberespacio.
- 1984 : Softwar, La emergencia de los virus informáticos como arma de destrucción masiva (La guerre douce), Thierry Breton - Denis Beneich, ed. Robert Laffont, París ; (traducido en 25 países).
- 1985 : Vaticano III, Thierry Breton, ed. Robert Laffont, París
- 1987 : Netwar, La guerra de las redes (La guerre des réseaux), Thierry Breton, ed. Robert Laffont, París
- 1991 : La Dimensión invisible, La emergencia de la sociedad de la información (Le défi du temps et de l'information), Thierry Breton, ed. Odile Jacob, París
- 1992 : La Fin des illusions, El final de la era geek, Thierry Breton, Plon, París.
- 1993 : Le Télétravail en France, Una temprana descripción del teletrabajo en Francia, Thierry Breton, La Documentation française, París.
- 1994 : Le Lièvre et la Tortue, Francia y la revolución del conocimiento, Thierry Breton - Christian Blanc, ed. Plon, París.
- 1994 : Les Téléservices en France, Una temprana descripción de la palabra Internet, Thierry Breton, La Documentation française, París.
- 2007 : Antidette, Cómo reducir el gasto excesivo y el enorme endeudamiento de Francia, Thierry Breton, Plon, París.

## Condecoraciones y premios
Es oficial de la prestigiosa Légion d'honneur y comandante de la Ordre National du Mérite. También es miembro de Le Siècle.[4]. Ha obtenido reconocimientos y galardones internacionales en numerosos países:

### Condecoraciones
- 2010 : Comandante de la orden de Ouissam Alaouite, Marruecos.
- 2008 : Oficial de la orden nacional de la Légion d'honneur, Francia.
- 2006 : Gran Cruz de la Orden al Mérito de Chile, Chile.
- 2006 : Gran oficial de la Orden nacional de la Cruz del Sur (Ordem Nacional do Cruzeiro do Sul), Brasil.
- 2006 : Comandante de la Orden del Mérito Civil, España.
- 2004 : Comandante de la Orden nacional del Mérito (Ordre National du Mérite), Francia.
- 2001 : Ciudadano honorario de la ciudad de Foshan, provincia de Guangdong, República Popular de China.

### Galardones
- 2004 : Líder empresarial europeo del año, Londres, Reino Unido.
- 2003 : Financiero del año, ANDESE (National Association of PHDs in Economics and Buisiness Administration), París, Francia.
- 2000 : Estratega del año, París, Francia.
- 1998 : Líder global del mañana, Foro Económica Mundial, Davos, Suiza.
- 1988 : Personas Jóvenes Sobresalientes del Mundo (TOYP), Jaycees, Sídney, Australia.
- 1988 : Hombre del año, Cámaras económicas jóvenes de Francia (Jeunes chambres économiques françaises), París, Francia.